# Freadelpha vittata
Freadelpha vittata är en skalbaggsart som först beskrevs av Aurivillius 1907.  Freadelpha vittata ingår i släktet Freadelpha och familjen långhorningar. Inga underarter finns listade i Catalogue of Life.